# 小梅爾希河
46°50′19″N 8°11′03″E / 46.83853°N 8.18410°E
小梅爾希河是瑞士的河流，位於該國中部，流經上瓦爾登州，屬於赫恩河的支流，河道全長13.1公里，流域面積27.9平方公里，該河設有水力發電設施。